# خاندان اوئوچی
خاندان اوئوچی (انگلیسی: Ōuchi clan) یکی از خاندان‌های ژاپن در دوره موروماچی بود. یکی از قوی‌ترین و مهم‌ترین خانواده‌های ژاپن در طی قرن دوازدهم تا شانزدهم میلادی در طی دوران شوگونسالاری آشیکاگا بود. حوزه‌های آنها از یاماگوچی (شهر) تا شش ولایت دیگر بود. خاندان اوئوچی نقش مهمی در حمایت از آشیکاگا در دوره نانبوکو-چو در مقابل دربار ژاپن داشتند. این خاندان تا ژوئن سال ۱۵۶۰ باقی ماند. در این سال مغلوب خاندان موری شدند.